# Новооленівка (Запорізький район)
Новооле́нівка — село в Україні, у Запорізькому районі Запорізької області. Входить до складу Новоолександрівської сільської громади. Населення становить 87 осіб. До 2018 року орган місцевого самоврядування — Новоолександрівська сільська рада.

## Населення

### Мова
Розподіл населення за рідною мовою за даними перепису 2001 року:
| Мова       | Відсоток |
| ---------- | -------- |
| українська | 91,95%   |
| російська  | 8,05%    |

## Географія
Село Новооленівка знаходиться на відстані 0,5 км від села Новоолександрівка. Поруч проходить автомобільна дорога Н08.